# Ruta 6 (Urugvaj)
Ruta 6 je državna cesta u Urugvaju koja povezuje Montevideo na jugu i Paso de Frontera na sjeveroistoku zemlje, uz brazilsku granicu, u departmanu Rivera.
Prema zakonskoj odredbi iz 1981., posvećena je Joaquínu Suárezu. Ukupna duljina ceste iznosi 428 kilometara.
Nulti kilometar ceste nalazi se na Trgu Cagancha u četvrti (barrio) Centro u Montevideu.